# Göteborgs högre samskola
Göteborgs Högre Samskola är en friskola i Göteborg med utbildning baserad på montessoripedagogik från förskola till gymnasienivå.

## Historik
I februari 1901 utfärdades ett upprop, där intresserade erbjöds att teckna bidrag till ett reformläroverk för pojkar och flickor i Göteborg. På kort tid tecknades ett belopp som skulle täcka verksamheten för de närmaste fem åren. En interimsstyrelse utsågs redan i februari, bestående av handlanden Edvard Berg, professor Gustaf Cederschiöld, ingenjör J.J. Gibson, lektor P. G. Laurin, vice häradshövding Otto Mannheimer, fru Gerda Ekman, född Gödecke, Elisabeth Mellgren, född Winkrans. Konstituerande bolagsstämma hölls den 24 april 1901, då stämman utsåg till medlemmar i styrelsen samma personer som utgjort interimsstyrelsen. Till skolans rektor utsågs den 9 juni Artur Bendixson från Stockholm. Denne tvingades lämna sin tjänst redan i april 1904 på grund av sjukdom. Som efterträdare utsågs docent Sven Lönborg, och till föreståndarinna antogs på vårterminen 1904 Anna Widegren som i mars 1906 ersattes av Clara Cavallin.   
Skolan invigdes den 16 september 1901 som en privat samskola, en skola för både pojkar och flickor, med konfessionslös religionsundervisning, vilket då var ovanligt. Det var på initiativ av lektor P. G. Laurin som skolan bildades. Den skulle bli en provskola för nya pedagogiska idéer inom undervisningens olika områden, framför allt religionsundervisningens, men även vid det praktiska arbetet lades stor betoning. Verksamhetsåret 1938–1939 var skolan organiserad enligt följande: en småbarnsavdelning, förberedande avdelning med fyra årsklasser, femklassig mellanskola, sjätte och åttonde klass för flickor, fyraårigt gymnasium med såväl latin- som reallinje. Avgångsbetyg från skolans åttonde klass medförde normalskolekompetens från och med år 1910. Gymnasiet hade dimissionsrätt, och studentexamen avlades där första gången vårterminen 1905. Elevantalet under höstterminen 1937 utgjorde 459, varav i småbarnsavdelningen och förberedande avdelningen 100 (52 pojkar och 48 flickor), i mellanskolan 164 (86 pojkar och 78 flickor), i sjätte och åttonde klass 19 flickor och i gymnasiet 176 (108 pojkar och 68 flickor). Lärarpersonalen under samma tid uppgick till 63. Anslag från staden för läsåret uppgick till 7 561 kronor.

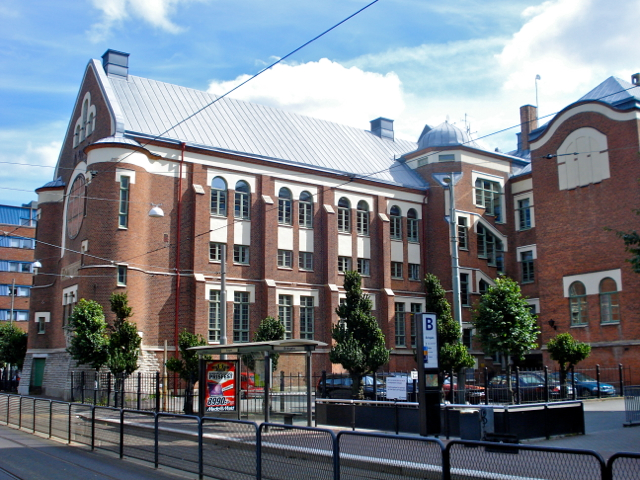
Samskolan.

Göteborgs barnbördshus invigdes i oktober 1875. Byggnaden - som bestod av fem sammanbyggda paviljonger - var uppförd vid Vasagatan 1 i stadsdelen Haga. År 1901 flyttade barnbördsavdelningen till ett nybyggt hus vid Linnéplatsen och lokalerna övertogs av den då nystartade Göteborgs högre samskola. Flera om- och tillbyggnader gjordes, och på sommaren 1911 uppfördes i hörnet av Sprängkullsgatan och Vasagatan en tillbyggnad som inrymde skolkök, matsal, två handarbetssalar och två salar för teckning och modellering. Den 15 september 1951 firade skolan sitt 50-årsjubileum.  År 1969 flyttades verksamheten till Östra realskolans byggnad vid Stampgatan 13, uppförd 1906. 
Realexamen gavs mellan 1959 och 1966
Skolan drevs fram till friskolereformen 1992 med en kombination av terminsavgifter och offentliga medel.

## Verksamhet
Antalet elever är omkring 1 600, varav 550 går på gymnasiet, 550 på högstadiet och 500 på lilla sam. På gymnasiet finns naturvetenskapliga, samhällsvetenskaplig och ekonomiska inriktningen. Skolans gymnasium och högstadium, "Stora Sam", ligger i närheten av Svingeln, öster om Göteborgs centrum i det som ursprungligen var stadens östra realskola. Förskola till och med mellanstadium, "Lilla Sam", ligger i ett antal fristående villor på Föreningsgatan i Annedal. 
Samskolan, eller Sam som skolan kallas i vardagligt tal, slår vakt om gamla traditioner. Den mest kända av dessa är den årliga Lussefesten, vilket är ett luciafirande med folkdansuppvisning och luciatåg. Varje år sker det en rodd mellan Samskolan och Sigrid Rudebecks gymnasium i Vallgraven.

## Skolkök
Samskolan har ett skolkök som arbetar med flervalsmodellen, flervalsmodellen innebär att det alltid lagas mer än en sorts rätt till skollunchen. Introduktionen av flervalsmodellen har inneburit att cirka 80% av eleverna på skolan äter i skolmatsalen varje dag.

## Rektorer
Skolan har haft följande rektorer:
- 1901–1904: Artur Bendixson
- 1904–1913: Sven Lönborg
- 1913–1918: Josua Mjöberg
- 1918–1925: Oscar Cronholm
- 1925–1930: Mats Redin
- 1930–1934: Erik Martens
- 1934–1941: Torsten Sundelin
- 1941–1974: Erik J. Holmberg
- 1974–1976: Per Olof Anveden
- 1976–2007: Alar Randsalu
- 2007– 2018: Peter Järvsén
- 2018– 2023: Egil Gry
- 2023-: Erik Svensson

## Några tidigare elever
- John Albrechtson[5]
- Henrik Berggren
- Björn Berglund[4]
- Arne Beurling
- Micael Bindefeld
- Tord Bæckström
- Sverker R. Ek[5]
- Christian Ekberg
- Rickard Falkvinge
- Hans Forssman[4]
- Daniel Gilbert
- Pehr G. Gyllenhammar[5]
- Nils Hasselskog[6]
- Mats Helgesson
- Håkan Hellström
- Carsten Hvistendahl
- Elisabet Höglund
- Hasse Jeppson[7]
- Felix Kjellberg (PewDiePie)[8]
- Monica Lauritzen[5]
- Maria Leissner
- Bodil Mannheimer[5]
- Sören Mannheimer[5]
- Petra Mede
- Arne Müntzing[9]
- Johann Packendorff
- Pelle Petterson[5]
- Göran Ravnsborg
- Timo Räisänen
- Ingrid Segerstedt-Wiberg[4]
- Östen Sjöstrand[4]
- Lars Strannegård
- Catharina Svanborg
- Ebba von Sydow
- Edvard Söderberg

## Tidigare lärare
- Peter Fredriksson